# Peter Welch
Peter Francis Welch (Springfield, 1947. május 2. –) amerikai jogász és politikus, aki 2023 óta az Egyesült Államok szenátora Vermont államból. A Demokrata Párt tagja, 2007 és 2023 között az Egyesült Államok Képviselőházában képviselte az állam egyetlen kongresszusi kerületét. Évtizedekig a vermonti politika egyik legfontosabb alakja volt, mindössze a második demokrata szenátor, akit megválasztottak az államban.
Welch 1981 és 1989 között a Vermonti Szenátus tagja volt, két évig a kisebbségi frakcióvezetőként is szolgált. 1985 és 1989 között a Szenátus pro tempore elnöke volt, az első demokrataként. 1988-ban feladta székét, hogy induljon az állam egyetlen szövetségi képviselőházi pozíciójáért, de kikapott Paul N. Poirier-től az előválasztáson. 1990-ben ő volt a demokraták jelöltje a kormányzóválasztáson, de alulmaradt a republikánus Richard A. Snelling ellen.
Welsh ezt követően jogászként kezdett dolgozni, mielőtt visszatért volna a politikai karrierjéhez 2001-ben, mikor kinevezték egy megüresedett pozícióra az állam Szenátusában. 2002-ben és 2004-ben is újraválasztották, 2003-tól 2007-ig ismét pro tempore elnökként szolgált. 2006-ban megválasztották az Egyesült Államok Képviselőházába, Bernie Sanders utódjaként, akit szenátornak választottak. 2021 novemberében Welch bejelentette, hogy indul a 2022-es szenátorválasztáson, hogy betöltse Patrick Leahy visszavonuló szenátor székét. 2022. augusztus 9-én megnyerte a demokrata előválasztást, majd november 8-án legyőzte republikánus kihívóját, Gerald Malloy-t. 75 évesen választották meg, amivel ő lett a legidősebb személy, akit szenátornak választottak, megdöntve Frederick Gillett rekordját.